# I’m a Mess
I’m a Mess (englisch; deutsch etwa „Ich bin ein Durcheinander“) ist ein Popsong der US-amerikanischen Sängerin Bebe Rexha. Er erschien als dritte Single-Auskopplung aus ihrem Debütalbum Expectations am 15. Juni 2018. Das Lied wurde von Jussifer und Devon Corey produziert. Laut der Sängerin geht es in dem Lied darum, seine eigenen Unzulänglichkeiten zu akzeptieren – sie sogar zu feiern, weil sie es sind, die uns menschlich und einzigartig machen.

## Hintergrund
I’m a Mess enthält eine Interpolation des 1997 von Meredith Brooks veröffentlichten Songs Bitch. Es wurde von Rexha zusammen mit Justin Tranter und Jussifer geschrieben, während letzterer auch die Produktion mit Devon Corey übernahm. Aufgenommen wurde der Track in den Westlake Recording Studios und erstmals im September 2017 auf ihrem Instagram-Profil angespielt.
In einem Interview mit der Online-Datenbank „Genius.com“ erklärte Rexha, dass die Idee zu dem Lied daher kam, dass sie aufgrund eines Liebes-Aus am folgenden Morgen völlig kaputt im Studio erschien und Tranter sagte, dass es ihr Leid täte, sie heute aber ein totales Durcheinander (zu English „such a mess“) wäre. Tranter hätte erwidert: „Das ist der Songtitel“. Sie versuchten in dem Song die Tage zu verarbeiten, an denen man morgens aufwacht und nicht mit guter Stimmung aus dem Bett steigt; den Tag nicht hoch motiviert angehen kann. Jedoch solle man nicht in Negativität versinken, sondern diesen Unvollkommenheiten positiv gegenüberstehen und das Gute in ihnen sehen. Die Lyrics entstanden, während Rexha Tranter die Gründe für ihre Trauer nannte, und wurden laut ihrer Aussage binnen zwei Stunden in den fertigen Songtext verwandelt.

## Inhalt und Musikalisches
Das Lied basiert auf einem 4/4-Takt und das Tempo liegt bei 97 bpm. Eingeleitet wird das Lied durch einen Auftakt, in dem eine Gitarre zu hören ist. Rexha beginnt daraufhin mit der ersten Strophe. Dem Instrumental werden daraufhin ein konstanter Clap sowie unregelmäßig wiederkehrende Trap-Sounds beigefügt. Nach 25 Sekunden beginnt dann ein Pre-Chorus, der 
zuerst lediglich aus Rexhas Stimme und einem Piano besteht, im zweiten Durchgang wird sie durch einen Chor unterstützt. Der Refrain folgt mit einem Trap Beat, der in der ersten Hälfte mit Gesang versehen, in der zweiten nahezu instrumental einhergeht. Nachdem der Aufbau nach dem Refrain nahezu identisch ein zweites Mal durchlaufen wurde, beginnt ein 10-sekündiges Interlude, das den Chor in den Mittelpunkt stellt, bevor ein letztes Mal die Hook angestimmt wird. Das Outro wird wie das Intro von einer Gitarre übernommen.
Die erste Strophe behandelt laut Rexha alltägliche Unsicherheit und den Kampf mit sich selber, sich trotz Niedergeschlagenheit aufrappeln zu müssen. Der Pre-Chorus soll dann den typischen Zuspruch von Freunden und Familie darstellen, die einem nach dem Motto „alles wird gut, alles wird wunderbar“ aufbauen wollen. Der Refrain verkörpert die Folgen, die aus einem Vertrauensbruch resultieren und die Wichtigkeit die das Vertrauen darstellt.
| „I’m a mess, I’m a loser I’m a hater, I’m a user I’m a mess for your love, it ain’t new I’m obsessed, I’m embarrassed I don’t trust no one around us I’m a mess for your love, it ain’t new“ – Refrain, Originalauszug: Genius.com | „Ich bin ein Durcheinander, ich bin ein Looser Ich bin ein Hater, ich bin ein Nutzer Ich bin eine Durcheinander für deine Liebe, du bist es nicht Ich bin verletzt, ich bin betroffen Ich vertraue niemandem um uns herum Ich bin eine Durcheinander für deine Liebe, du bist es nicht“ – Refrain, Übersetzung: Lyricstranslate.com |

## Musikvideo
Das Musikvideo wurde von Sophie Muller inszeniert. Es wurde am 19. Juli 2018 uraufgeführt und auf YouTube veröffentlicht. Der Clip zeigt Rexha, wie sie in eine psychiatrische Anstalt eingewiesen wird und auf andere Psychisch Erkrankte trifft, die erst verwahrlost und durcheinander erscheinen und später sich gemeinsam mit ihr zu einer Chorographie bewegen und tanzen. Das Musikvideo wurde über 288 Millionen Mal auf YouTube aufgerufen.

## Veröffentlichung
Am 18. September 2017 wurde ein Ausschnitt des Tracks von Rexha über eine Instagram-Story veröffentlicht. Der zweite Ausschnitt wurde am 20. April 2018 veröffentlicht. Der Song wurde am 15. Juni 2018 auf YouTube veröffentlicht und am 19. Juli 2018 folgte das Musikvideo dazu.

## Live-Auftritte
Rexha führte das Lied in der Tonight Show mit Jimmy Fallon, einer Late Night Show mit Seth Meyers und bei den Teen Choice Awards auf. Ebenfalls tritt sie auf dem Song auf dem iHeart Radio Music Festival auf.

## Kritik
Radio Energy bezeichnet das Lied als rotzig und rockig. Rhexa singe dort über die Trennung vom Geliebten und wie es sie wahnsinnig werden lässt, so dass sie am Ende in die Klapse kommt. Der Beat sei fließend und entspannend und die Stimme von Rhexa lässt sich in dem Song deutlich erkennen.

## Kommerzieller Erfolg

### Chartplatzierungen
Das Lied entwickelte sich vorerst zu einem kleineren Erfolg, indem lediglich die kanadischen Download-Charts erreicht werden konnten. Ende Juli 2018 erlangte das Lied dann auch Platzierungen in Irland, Großbritannien und den USA. Erst einen Monat später und somit drei Monate nach Veröffentlichung setzte sich die Single schlussendlich auch in Zentraleuropa durch und rückte in Deutschland, der Schweiz und Tschechien bis in die Top-100 vor.
| ChartsChartplatzierungen       | Höchstplatzierung | Wochen |
| ------------------------------ | ----------------- | ------ |
| Deutschland (GfK)              | 86 (6 Wo.)        | 6      |
| Schweiz (IFPI)                 | 93 (2 Wo.)        | 2      |
| Vereinigte Staaten (Billboard) | 35 (20 Wo.)       | 20     |
| Vereinigtes Königreich (OCC)   | 77 (11 Wo.)       | 11     |

### Auszeichnungen für Musikverkäufe
| Land/Region                  | Auszeichnungen für Musikverkäufe (Land/Region, Auszeichnung, Verkäufe) | Verkäufe  |
| ---------------------------- | ---------------------------------------------------------------------- | --------- |
| Australien (ARIA)            | Platin                                                                 | 70.000    |
| Brasilien (PMB)              | 3× Platin                                                              | 120.000   |
| Dänemark (IFPI)              | Gold                                                                   | 45.000    |
| Deutschland (BVMI)           | Gold                                                                   | 200.000   |
| Frankreich (SNEP)            | Gold                                                                   | 100.000   |
| Kanada (MC)                  | 4× Platin                                                              | 320.000   |
| Neuseeland (RMNZ)            | Platin                                                                 | 30.000    |
| Norwegen (IFPI)              | 2× Platin                                                              | 120.000   |
| Polen (ZPAV)                 | 2× Platin                                                              | 100.000   |
| Portugal (AFP)               | Gold                                                                   | 5.000     |
| Spanien (Promusicae)         | Gold                                                                   | 30.000    |
| Vereinigte Staaten (RIAA)    | 2× Platin                                                              | 2.000.000 |
| Vereinigtes Königreich (BPI) | Gold                                                                   | 400.000   |
| Insgesamt                    | 6× Gold · 15× Platin ·                                                 | 3.540.000 |

Hauptartikel: Bebe Rexha/Auszeichnungen für Musikverkäufe